# Bradipnea
La bradipnea (composto del greco βραδύς, bradỳs, "lento" e πνέα, pnèa, "respiro") consiste in una diminuzione della frequenza degli atti respiratori sotto ai valori considerati normali.

## Valori normali e patologici
I valori normali dell'individuo sono di 16-24 atti respiratori al minuto. Con una frequenza respiratoria inferiore a 16 si parla di bradipnea, che diventa spiccata quando scendono a meno di nove. Qualora la frequenza respiratoria scenda al di sotto dei 6 atti al minuto è necessario effettuare la respirazione assistita.
Dato che nel bambino la frequenza respiratoria cambia a seconda dell'età e quindi di conseguenza anche la bradipnea viene definita diversamente a seconda dei casi:
| Età             |                         |
| Fino a 1 anno   | < 30 respiri per minuto |
| 1-3 anni        | < 25 respiri per minuto |
| 3-12 anni       | < 20 respiri per minuto |
| Oltre i 12 anni | < 16 respiri per minuto |

## Eziologia
La bradipnea è determinata dalla depressione del centro respiratorio bulbare. Può derivare da:
- Lesioni del centro respiratorio
  - Ictus cerebrale
  - Trauma cranico
- Shock
- Disturbi endocrini o metabolici
  - Ipotiroidismo
  - Iperuricemia
- Disturbi neurologici
  - Ipertensione endocranica
  - Botulismo
  - Assenze con componente vegetativa
  - Meningite
  - Coma
- Somministrazione di farmaci
  - Anestesia generale
  - Digitalici, antistaminici, neurolettici, α-2 agonisti
- Somministrazione di sostanze tossiche
  - Intossicazione acuta da alcool, barbiturici, acido carbonico
  - Overdose da eroina. Nei casi con edema polmonare acuto grave la depressione respiratoria può essere marcata (2-4 atti respiratori/min) al limite con l'apnea
  - Somministrazione di oppiacei a scopo analgesico; la contemporanea somministrazione di naloxone in infusione continua (1 µg/Kg per un'ora seguita da 0,25 µg/Kg/h per 12 ore) previene la bradipnea senza ridurre l'effetto analgesico della morfina.

Un caso a parte è rappresentato dalla bradipnea inspiratoria conseguente a ostruzione delle vie aeree.